# Darlén Bakke
Darlén Bakke (* in Norwegen) ist eine norwegische Pianistin, die seit vielen Jahren in Deutschland lebt und arbeitet – zurzeit (2008) in Hannover.

## Biografie
Bakke gewann bereits als Elfjährige den ersten Preis im Norwegischen Klavierwettbewerb Klaviermeister der Jugend. Sie trat bereits im Alter von zwölf Jahren in mehreren Orchesterkonzerten als Solistin auf. Ihr Studium absolvierte sie in Oslo, Salzburg und Hannover, unter anderem bei Einar Steen-Nökleberg und zuletzt in der Solistenklasse von Hans Leygraf.
Sie ist verheiratet und hat zwei Kinder.

## Künstlerisches Wirken
Bakke konzertiert als Pianistin solistisch und als Kammermusikerin in mehreren Ländern Europas.
Sie arbeitet mit Komponisten in Skandinavien, Deutschland und Frankreich und in verschiedenen Ensembles für zeitgenössische Musik. Sie ist durch Radio-, Fernseh-, Schallplatten- und CD-Produktionen präsent. Bakke sucht in ihrer künstlerischen Arbeit nach Querverbindungen zwischen Musik, Kunst, Literatur und Tanz. Dabei wirkt sie an interdisziplinären Projekten mit Künstlern der Bildenden Kunst, des Films und der Choreografie zum Thema „Nacht“ oder zum Verhältnis von Klang und Farbe mit. Ziel ist dabei die Gestaltung multimedialer Präsentationsformen.

### Pädagogisches Wirken
Bakke ist seit 1986 Dozentin an der Hochschule für Musik und Theater Hannover (HMTH).

### Sonstige Tätigkeiten
An der Hannoverschen Hochschule initiierte Bakke u. a. die George-Crumb-Tage. Sie konzipiert und realisiert seit 1996 die Reihe unerhört, in der zeitgenössische Komponistinnen aus unterschiedlichen Ländern und Kulturen vorgestellt werden. Sie ist stellvertretende Vorsitzende der Hannoverschen Gesellschaft für Neue Musik (HGNM).

## Auszeichnungen
Für die Jahre 1999 bis 2002 wurde Bakke mit dem niedersächsischen Dorothea-Erxleben-Stipendium ausgezeichnet.

## Diskographie (Auswahl)
- zusammen mit Dörte Blase (Sopran) u. Heidrun Blase (Mezzosopran): Duette von Johannes Brahms u. Robert Schumann. Leuenhagen und Paris, Hannover 2001, ISBN 3-923976-35-6.
- zusammen mit Martin Dörrie, Bernd Goetzke, Christof Keymer, Tim Ovens, Tatjana Prelevic u. Gerrit Zitterbart (alle Klavier): Jede Menge Klavier. Kompositionen von John Cage. Ilsemarie Zitterbart, Göttingen 2000.